# Pseudopaludicola hyleaustralis
Pseudopaludicola hyleaustralis é uma espécie de anfíbio da família Leptodactylidae. Endêmica do Brasil, pode ser encontrada nos municípios de Colniza, Alta Floresta, Nova Bandeirantes e Aripuanã, no estado do Mato Grosso.